# Cimetière évangélique de Matzleinsdorf

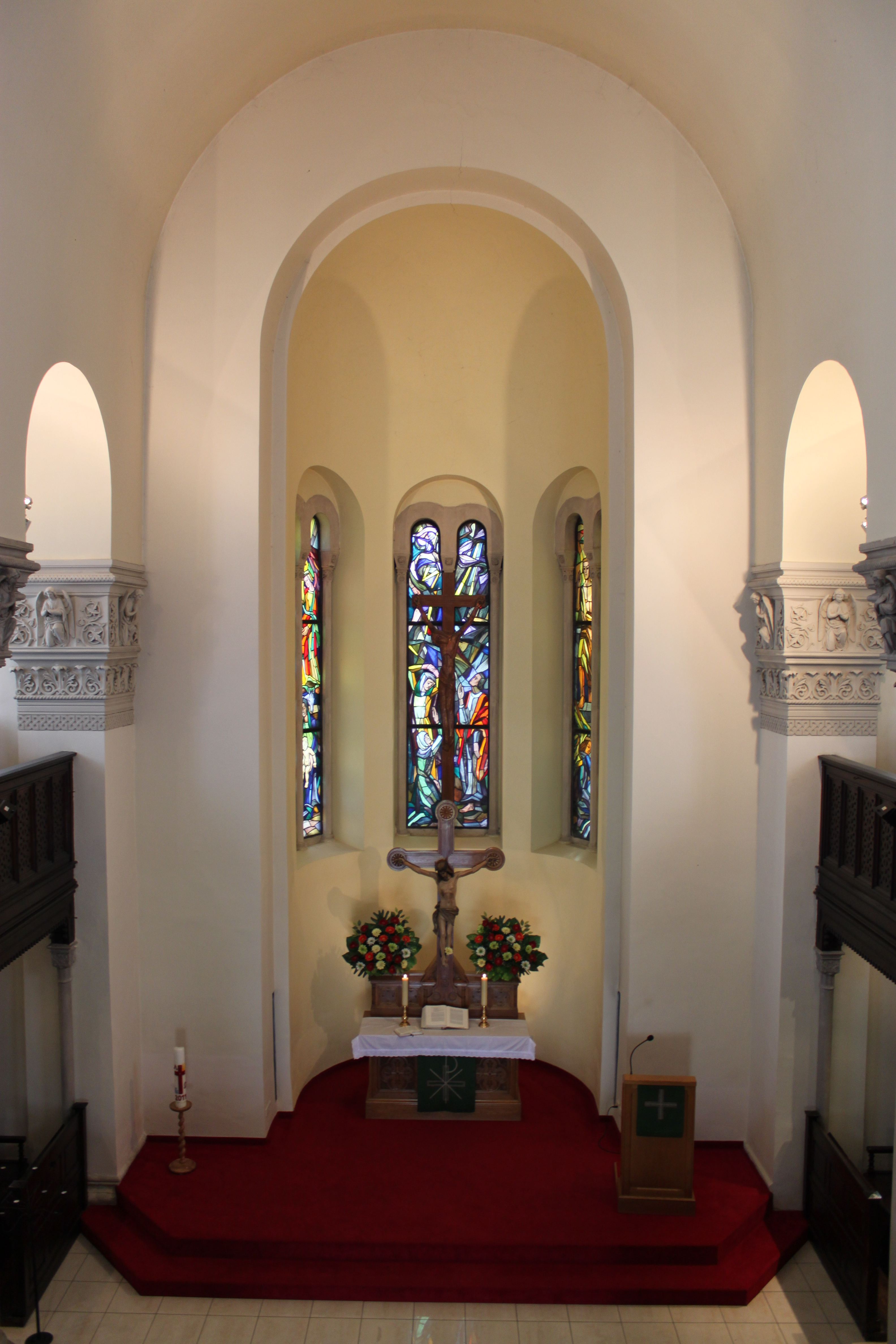
Intérieur du Temple du Christ

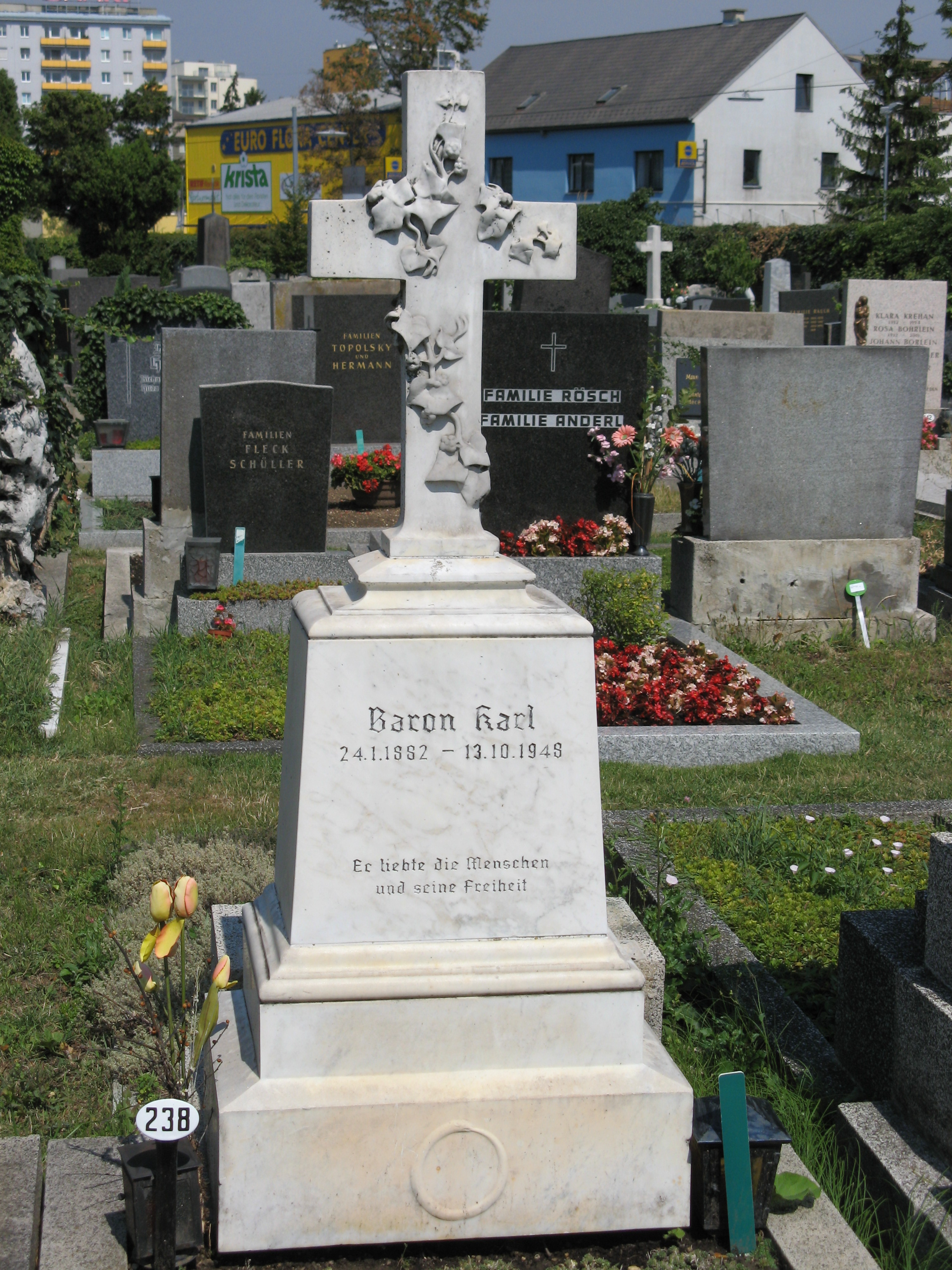
Tombe du Baron Karl

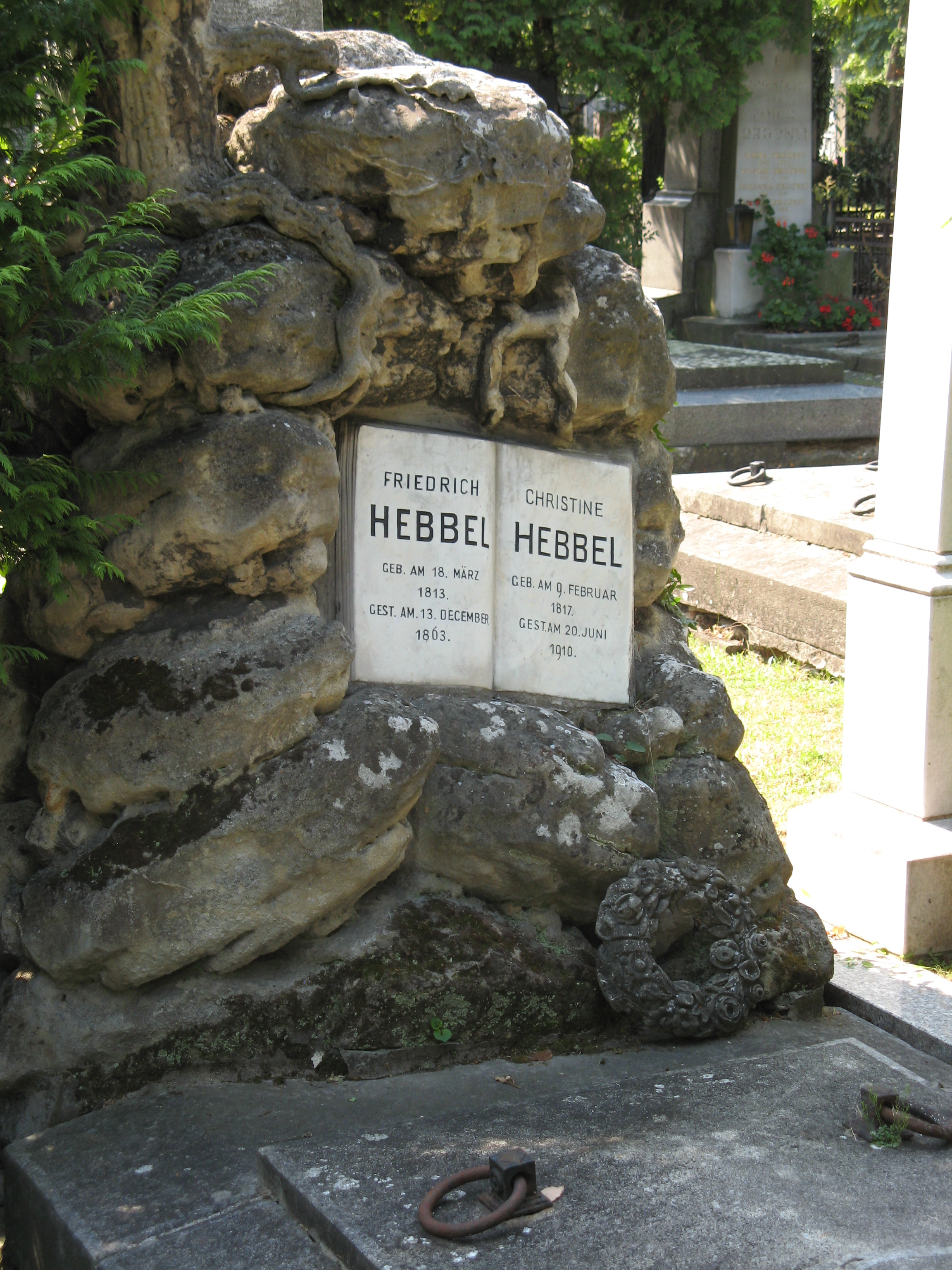
Tombe de Friedrich Hebbel

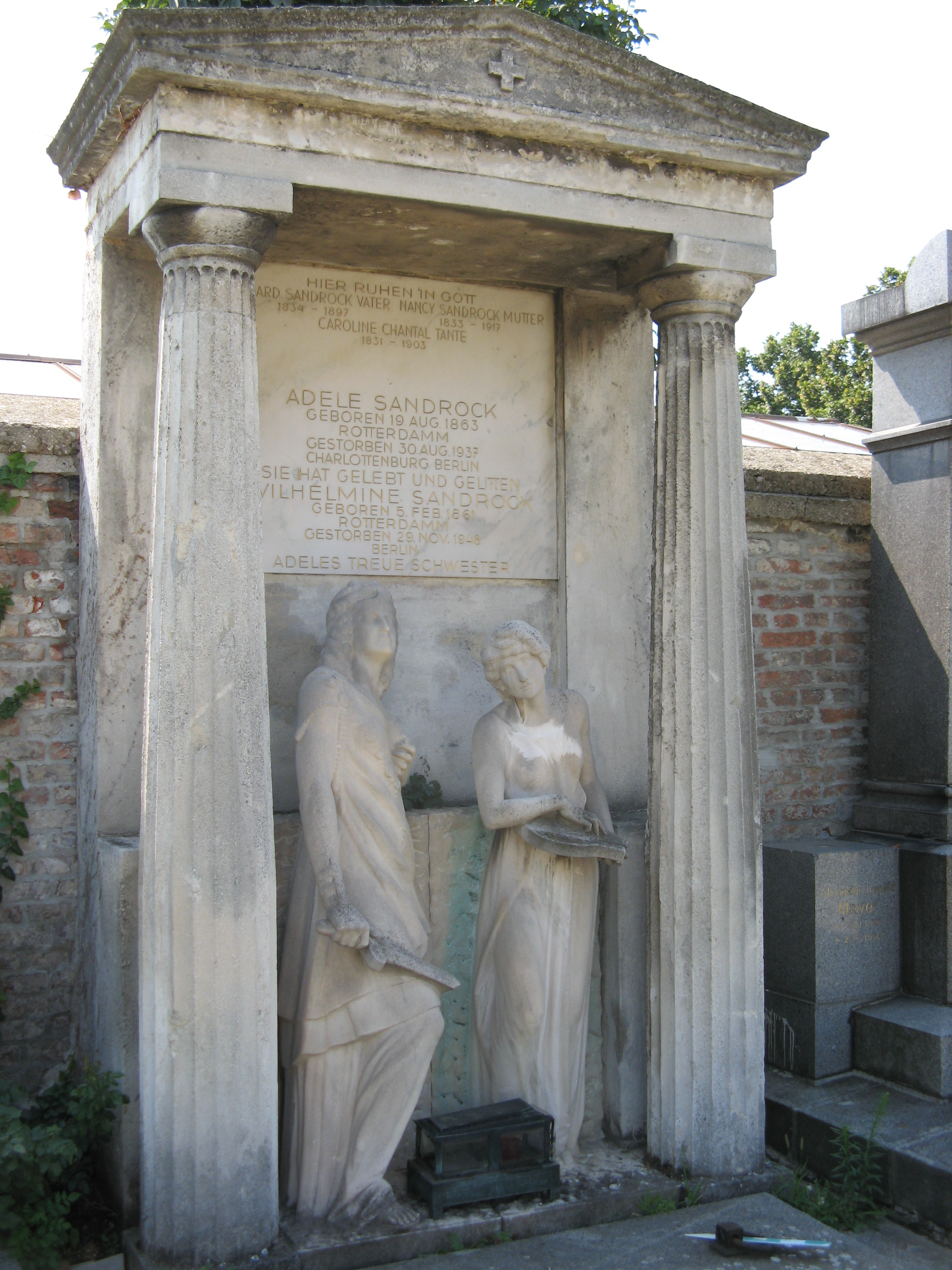
Tombe d'Adele Sandrock

Le cimetière évangélique de Matzleinsdorf est un cimetière confessionnel de Favoriten, le dixième arrondissement de Vienne. Il s'étend du n°1 Triester Straße (de) jusqu'à Matzleinsdorfer Platz et au nord de Gudrunstraße (de).

## Histoire
Jusqu'en 1856, les protestants des Églises évangéliques A.B et H.B se faisaient enterrer dans des cimetières catholiques. Il est décidé de créer un cimetière dédié aux évangéliques. Un terrain est acquis dans le quartier de Matzleinsdorf (de). Le 7 avril 1858, le cimetière évangélique de Matzleinsdorf ouvre. Le temple est construit par le célèbre architecte Theophil Hansen, et consacrée le 27 septembre 1860. À l'origine, le cimetière est attribué à l'arrondissement de Wieden puis au nouvel arrondissement de Margareten en 1861 et enfin en 1874 à Favoriten. Dès son ouverture en 1874, le cimetière central de Vienne consacre aussi un espace pour les protestants. Les deux cimetières cohabitent encore aujourd'hui. Au cours de la Seconde Guerre mondiale, le cimetière de Matzleinsdorf est dans le sillage des bombardements de la gare au sud de Vienne et est très endommagé.

## Temple du Christ
L'ancienne chapelle accueille en 1899 des services religieux. Depuis 1924, elle est confiée à la communauté luthérienne.
Le temple est construit de 1858 à 1860 selon les plans de Theophil Hansen. Il ressemble à une église orthodoxe, Hansen s'est inspiré de l'Historicisme et de l'art byzantin. Un grand dôme s'élève au-dessus de la traversée. L'extérieur se caractérise par des briques, des pinacles et des corniches. À l'origine il y avait une fresque au-dessus de l'entrée de Carl Rahl, qui montrait l'ange au tombeau du Christ. Au début du XXe siècle, elle est remplacée par une mosaïque sur fond d'or, représentant le Christ avec une bannière.
En 1968, Günther Baszel (de) crée les vitraux du chœur, montrant la naissance, la crucifixion et la résurrection du Christ. En 1971, à droite et à gauche du chœur, ce sont quatre autres vitraux représentant la résurrection de Lazare, le fils de Naïm, la fille de Jaïre, et l'histoire de l'homme riche et du pauvre Lazare. Après la mort de Baszel, quatre autres vitraux de la conception de E. Bauernfeind sont posés.

## Personnalités enterrées
Le cimetière évangélique de Matzleinsdorf a un grand nombre de tombes de célébrités qui ont une importance locale à Vienne. On peut trouver les tombes de :
- Heinrich Anschütz, acteur
- Friedrich Ludwig Arnsburg (de), acteur
- Rudolf von Arthaber, entrepreneur et mécène autrichien
- Baron Karl, personnage original de Vienne
- Günther Baszel (de), artiste du vitrail
- Karl Isidor Beck, poète
- Friedrich Beckmann (de), acteur
- Ottokar Franz Ebersberg (de), écrivain
- Friedrich Ferdinand von Beust, ministre autrichien des affaires étrangères
- Carl Binder, compositeur et maître de chapelle
- Heinrich Börnstein, directeur de théâtre
- Adam Brandner Edler von Wolfszahn (de), militaire
- Karl Ludwig von Bruck, ministre autrichien des Finances
- Hans Canon, peintre autrichien
- Ada Christen, poétesse autrichienne
- Hugo Darnaut, peintre autrichien
- Karl Diener (de), géologue et paléontologue autrichien
- Friedrich Dittes, pédagogue
- Christine Enghaus (de), actrice, épouse de Friedrich Hebbel
- Emil Ertl (de), écrivain et bibliothécaire
- Philipp Fahrbach, compositeur autrichien
- Karl Faulmann (de), typographe.
- Karl Fichtner (de), acteur
- Alfred Formey (de), pasteur de Favoriten
- Gottfried Franz (de), Super intendant de H. B.
- August Förster, acteur et réalisateur
- Ludwig Gabillon (de), acteur
- Zerline Gabillon (de), actrice
- Andreas von Gunesch (de), intendant à Vienne et en Autriche
- Konrad Adolf Hallenstein (de), acteur
- John Hardy, inventeur et entrepreneur
- Justus Hausknecht (de), intendant et conseiller ecclésiastique
- Friedrich Hebbel, écrivain allemand
- Fritz Hellmuth (de), écrivain
- Wilhelm Hellwag, ingénieur en construction
- Christian Heyser (de), intendant
- Carl Wilhelm Hilchenbach (de), conseiller au Consistoire et intendant H. B.
- Theodor von Hornbostel (de), ministre autrichien au commerce
- Béla Jenbach, librettiste d'opérettes
- Carl Karlweis, dramaturge et récitant
- Oskar Karlweis, acteur autrichien
- Johann Heinrich Knöll (de), directeur de secteur
- Elisabeth Koberwein (de), actrice autrichienne
- Rudolf Koppitz, photographe autrichien
- Fritz L'Allemand, peintre
- Carl von La Roche (de), acteur
- Heinrich Laube, écrivain et directeur de théâtre allemand
- Eduard Leisching (de), historien de l'art
- Gustav von Leonhardt (de), secrétaire général de la banque austro-hongroise
- Julius Lott (de), constructeur de la voie ferrée entre Innsbruck et Bludenz
- Johann Mithlinger (de), résistant
- Robert Müller, essayiste
- Hermann Nothnagel, chirurgien
- Ernst Pauer, intendant et directeur de l'école de théologie évangélique
- Hermann Präuscher, dompteur et forain
- Julie Rettich, actrice
- Karl Rettich, acteur et metteur en scène
- Adele Sandrock, actrice
- Moritz Saphir (de), écrivain autrichien
- Alexander von Schoeller, entrepreneur allemand et en Autriche
- Karl Julius Schröer, historien de la littérature
- Georg Julius von Schultz (de), médecin et écrivain germano-balte
- Lorenz von Stein, économiste
- Hans Thirring, physicien
- Johann Wächter (de), conseiller au Consistoire et intendant
- Charles Weinberger, compositeur d'opérettes
- Otto Weininger, philosophe autrichien
- Erich Wilhelm (de), intendant
- Friedrich Wilhelmi (de), acteur
- Gottlieb August Wimmer (de), pasteur
- Max Winter (de), journaliste et social-démocrate autrichien

## Source, notes et références
- (de) Cet article est partiellement ou en totalité issu de l’article de Wikipédia en allemand intitulé « Evangelischer Friedhof Matzleinsdorf » (voir la liste des auteurs).